# Personaggi di Gunslinger Girl
Questa è la lista completa dei personaggi del manga e dell'anime Gunslinger Girl:

## Ente Pubblico per il Benessere Sociale
L'Ente Pubblico per il Benessere Sociale è un'organizzazione del governo italiano, costituita per combattere il dilagante terrorismo e la criminalità. È diviso in due sezioni: la prima sezione utilizza soltanto uomini e donne adulte, mentre la seconda sezione utilizza prevalentemente delle "marionette", ossia della bambine dotate di un corpo artificiale, che vengono utilizzate nelle missioni pericolose, e i loro "fratelli", uomini adulti che le addestrano e si occupano di loro.

### "Marionette" di prima generazione

#### Henrietta
Henrietta (ヘンリエッタ?) è una bambina di 10 anni. Unica sopravvissuta alla strage della sua famiglia, avvenuta a Roma, è stata violentata tutta la notte accanto ai cadaveri dei suoi genitori. Ricoverata in un ospedale con gravi ferite su tutto il corpo, è stata presa in consegna dall'Ente Pubblico per il Benessere Sociale, che le ha ricostruito il corpo inserendo alcune parti artificiali, trasformandola in un cyborg, e le ha asportato l'utero. Successivamente, Henrietta è stata sottoposta a un "condizionamento", ossia un lavaggio del cervello, che le ha cancellato tutti i suoi ricordi. La bambina è stata quindi affidata al "fratello" Giuseppe ed è entrata a far parte delle "marionette" di prima generazione. Henrietta indossa quasi sempre una camicia bianca, un gilet beige e una gonna nera, e ama osservare le stelle, in compagnia di Giuseppe o delle altre bambine. Suona il violino, tiene le sue armi in una custodia per violino Amati e usa un profumo Pupa. Dolce e timida, Henrietta è segretamente innamorata di Giuseppe e iperprotettiva nei suoi confronti. In combattimento Henrietta utilizza prevalentemente Sig Sauer P239, una mitraglietta FN P90 e un fucile d'assalto FN FAL.

Henrietta in una scena dell'anime

Henrietta prende parte a una missione a Roma in piazza di Spagna, in cui, insieme a Doriella e a Rico sventa un attentato organizzato dal Movimento delle Cinque Repubbliche. Inoltre, sempre a Roma, Henrietta salva insieme a Rico la vita a Giuseppe, sparando su una macchina che andava incontro al ragazzo. Cercando il covo in cui si nascondono i terroristi Franco, Franca e Pinocchio, Henrietta viene colpita da un'esplosione provocata da una mina antiuomo, e riporta ferite all'occhio sinistro e al mignolo sinistro. Henrietta partecipa insieme a Rico, Doriella e Angelica, alla missione che prevede il salvataggio di Claes, che è stata rapita dopo essersi finta la figlia di un senatore. Nel volume 14 del manga, Henrietta e Jose si recano a Torino con il resto della squadra per sventare un attentato del Movimento delle Cinque Repubbliche che progetta di far esplodere un ordigno nucleare. Nel bel mezzo dell'azione, Henrietta ha una visione del momento nel quale morì suo padre, e sparando a casaccio colpisce inavvertitamente Jose, ferendolo gravemente. Anche lei viene ferita, e Jose, ricordandole il patto che avevano stipulato insieme all'epoca dell'incidente di Elsa de Sica, le punta la pistola in un occhio. Entrambi verranno ritrovati morti poco dopo, entrambi colpiti in un occhio, rendendo difficile capire chi dei due abbia effettivamente commesso l'omicidio-suicidio. È doppiata in giapponese da Yūka Nanri (prima serie) e Kana Akutsu (seconda serie) e in italiano da Eva Padoan.

#### Angelica
Angelica (アンジェリカ?, Anjerika) ha 10 anni. È stata investita dal suo stesso padre, in bancarotta, per ottenere i soldi dell'assicurazione. Ricoverata in ospedale con gravi ferite, è stata curata dall'Ente Pubblico per il Benessere Sociale, che l'ha utilizzata come cavia per sperimentare i corpi artificiali, quindi le ha ricostruito il corpo applicandole degli arti artificiali e l'ha sottoposta a "condizionamento", fatto che le ha cancellato tutti i ricordi passati. Angelica è divenuta così la capostipite delle "marionette" di prima generazione ed è stata affidata a Marco, che è divenuto suo "fratello". Angelica è stata la prima bambina sottoposta a "condizionamento", quindi soffre di frequenti perdite di memoria e, in certi momenti, sembra molto debole, ricorda improvvisamente cose passate e ha frequenti allucinazioni. Angelica utilizza un fucile d'assalto Steyr AUG e una pistola Beretta Serie 81. Altre armi da lei utilizzate sono una Steyr TMP e una Steyr M-1A.
Angelica partecipa all'azione che sventa il rapimento della vedova del responsabile del ponte sullo Stretto di Messina, organizzato dai terroristi del Movimento delle Cinque Repubbliche. Partecipa inoltre all'irruzione nella villa in cui sono nascosti i terroristi Cristiano e Pinocchio. L'ultima missione è quella che risulta fatale per la sua vita: Angelica salva infatti Marco da un'esplosione ma riporta gravi ferite e muore per morte cerebrale. È doppiata in giapponese da Hitomi Terakado (prima serie) e Kana Hanazawa (seconda serie) e in italiano da Lucrezia Marricchi.

#### Rico
Rico (リコ?, Riko) ha 11 anni. Nata con una rara malattia alle ossa, riceve un nuovo corpo dall'Ente Pubblico per il Benessere Sociale e viene affidata a Gianni. Nonostante i rapporti con il "fratello" siano bruschi, Rico è contenta della sua nuova vita all'Ente. Dato che ama molto la sua nuova vita, Rico è molto più sorridente delle altre "marionette" e sembra più vivace. Indossa prevalentemente dei maglioni e un paio di pantaloni. Rico utilizza una pistola CZ 75 e un fucile di precisione Dragunov. Nell'anime le armi utilizzate sono una Beretta SCP 70-70/90 e un fucile d'assalto SIG-550. 
Partecipa a un sopralluogo a Roma per preparare l'assassinio di un politico legato alla Fazione Integralista Cattolica di Sassari, dove, dopo aver completato la missione, deve uccidere un bambino per non lasciare testimoni. Rico, insieme ad Henrietta e a Doriella, sventa un attentato a Piazza di Spagna, quindi a Firenze protegge, insieme a Gianni, Filippo Adani, un commercialista in possesso di alcune prove compromettenti. Durante un'operazione a Venezia, Rico viene colpita, cade in acqua e viene salvata da Gianni. Insieme a Doriella, Henrietta e Angelica, Rico salva Claes, rapita dai terroristi dopo essersi finta la figlia di un senatore. Rico uccide a Roma, a Castel Sant'Angelo, un colonnello dell'esercito vicino al Movimento delle Cinque Repubbliche, e viene utilizzata nella delicata operazione contro i terroristi Cristiano e Pinocchio, riuscendo a catturare Cristiano, che viene però portato via da Franco e da Franca. Poco dopo Rico e Jean vengono inviati alla nuova centrale nucleare di Torino per sventare un attentato del Movimento delle Cinque Repubbliche. Nel corso dell'operazione Rico salva la vita a Jean, ma muore poco dopo a causa del deterioramento genetico di cui soffrono tutte le marionette. È doppiata in giapponese da Kanako Mitsuhashi (prima serie) e Anri Shiono (seconda serie) e in italiano da Giulia Franceschetti.

#### Claes
Claes (クラエス?, Kuraesu) ha 10 anni. Dopo il suo arrivo all'Ente Pubblico per il Benessere Sociale, ha subito un intervento correttivo alla vista, cosa che le ha permesso di non indossare gli occhiali, ed è stata affidata a Labaro, divenuto così suo "fratello". L'uomo l'ha chiamata Claes e ha iniziato ad addestrarla all'uso delle armi. Quando Labaro rimane ucciso, l'Ente inizia a utilizzare la bambina come cavia, modificando il suo "condizionamento" e sperimentando su di lei le nuove parti meccaniche da inserire nelle altre "marionette". Claes è stata quindi esentata dalle esercitazioni e dalle missioni, e passa il suo tempo all'Ente leggendo e curando un orto. Claes è molto intelligente, ama molto leggere e sembra più adulta rispetto alle altre "marionette". Da suo padre e da Labaro ha imparato la gioia di trascorrere il tempo osservando la natura, leggendo un libro o ascoltando della musica. Claes utilizza una pistola Heckler & Koch VP70 e una pistola mitragliatrice Heckler & Koch MP5.
Quando il governo italiano invia il Col Moschin a eliminare tutti i membri dell'Ente ancora presenti al quartier generale e a distruggere l'edificio, Claes, in quanto unica marionetta presente in quel momento all'agenzia, affronta da sola i soldati che le si parano davanti e viene semplicemente presa in custodia. Poco tempo dopo muore a causa dell'inevitabile deterioramento genetico di cui soffrono tutte le marionette. È doppiata in giapponese da Ami Koshimizu (prima serie) e Risa Mizuno (seconda serie) e in italiano da Francesca Rinaldi.

#### Doriella
Doriella (トリエラ?, Toriera) ha 12 anni. In originale il suo nome è Triela. Anche nei primi due volumi del manga tradotti in italiano dalla Shin Vision il suo nome era questo. In seguito al fallimento della casa editrice e della pubblicazione da parte della d/visual, il suo nome è stato cambiato in Doriella. Nata in Tunisia, Doriella è rimasta vittima di un film snuff, venendo salvata da due agenti dell'Europol, uno dei quali è Hilscher, suo futuro "fratello". Doriella fu quindi portata in Italia, dove ricevette un nuovo corpo meccanico dall'Ente Pubblico per il Benessere Sociale, fu affidata a Hilscher e divenne una "marionetta" di prima generazione. Per le altre bambine è una sorta di sorella maggiore, sempre pronta a dare consigli. Doriella preferisce indossare abiti maschili, come camicie con cravatte, pantaloni e impermeabili. Il suo "condizionamento" è piuttosto leggero, e Doriella ha problemi che hanno le normali bambine della sua età, tra cui l'arrivo delle mestruazioni e alcuni tentativi di ribellione. Doriella utilizza una pistola SIG-Sauer P230 SL, un fucile a pompa Winchester Model 1897, un fucile d'assalto Heckler & Koch G3, una pistola semiautomatica Heckler & Koch P7, una pistola mitragliatrice Heckler & Koch UMP e una Heckler & Koch MP7. A differenza delle altre marionette, Doriella è molto pericolosa e letale anche e soprattutto nel corpo a corpo e nel combattimento all'arma bianca; ha infatti ricevuto un addestramento speciale dal comandante dei GIS, coi quali si è allenata per diversi mesi.
Doriella si reca insieme a Hilscher a Napoli, per cercare e proteggere Mario Bossi, un camorrista sulla via del pentimento. Successivamente, Doriella torna a Napoli per proteggere la figlia di Mario Bossi, Mimì Machiavelli. Con l'aiuto di Henrietta e di Rico, sventa un attentato a Piazza di Spagna, organizzato dal Movimento delle Cinque Repubbliche, quindi partecipa insieme a Henrietta, Rico e Angelica al salvataggio di Claes, rapita dopo essersi finta la figlia di un senatore. A Montalcino, Doriella si scontra per la prima volta con Pinocchio, un ragazzo addestrato sin da piccolo a diventare un terrorista. Il primo scontro viene vinto da Pinocchio, che riesce a fuggire dopo aver sottratto la pistola di Doriella. Successivamente Doriella si scontrerà nuovamente con Pinocchio, riuscendo a ucciderlo dopo un cruento scontro, durante il quale la bambina riceve delle ferite all'occhio, alle mani e alle gambe. Muore, assieme ad Hilscher, durante la battaglia alla Centrale Nucleare di Torino, durante l'ultimo attentato del Movimento delle Cinque Repubbliche, che stava cercando di far collassare il reattore. È doppiata in giapponese da Eri Sendai (prima serie) e Atsuko Enomoto (seconda serie) e in italiano da Letizia Ciampa.

#### Elsa de Sica
Elsa de Sica (エルザ・デ・シーカ?, Eruza de Shīka) è una bambina le cui origini non sono chiare. Viene ritrovata cadavere accanto al suo "fratello" Lauro, di cui era segretamente innamorata. Elsa viveva da sola, in una stanza spoglia e buia, e aveva un atteggiamento lontano verso le altre bambine, poiché si dedicava solamente a Lauro. Le prime indagini sulla morte dei due tendono verso l'omicidio, ma a presto si scopre la verità: Elsa ha ucciso Lauro e quindi si è suicidata sparandosi a un occhio. Nel manga, di Elsa appare solo il suo cadavere, mentre l'anime ha dedicato un intero episodio al rapporto tra la bambina e il suo "fratello". È doppiata in giapponese da Mamiko Noto e in italiano da Joy Saltarelli.

#### Beatrice
Beatrice (ベアトリーチェ?, Beatorīche) è una bambina che appare nei capitoli 20 e 21 del manga e negli episodi 8,9 e 11 della seconda stagione dell'anime. Il suo "fratello" è Bernardo. Beatrice mostra un olfatto molto sensibile, grazie al quale individua odore di miscela esplosiva in un sospetto. Bernardo la chiama Bice. Non si sa nulla del suo passato. È doppiata in giapponese da Mariya Ise.

### "Marionette" di seconda generazione

#### Petruška
Petruška (ペトルーシュカ?, Petorūshuka), il cui vero nome è Elizaveta Baranovskaya ha 16 anni ed è russa. Nata a Smolensk da genitori originari della Bielorussia, Elizaveta praticava danza dall'età di quattro anni e frequentava l'Accademia di Stato di Mosca. Il suo sogno era di danzare al Teatro Bol'šoj, ma a causa di un osteosarcoma ha dovuto rinunciare al suo sogno. Dopo altri esami, si appurò che il tumore era maligno, e che per far sopravvivere la ragazza bisognava amputarle una gamba. I genitori di Elizaveta mandarono così la ragazza a curarsi in Italia. Arrivata in Italia, Elizaveta subì l'amputazione della gamba sinistra e tentò il suicidio, gettandosi dal tetto dell'ospedale. Si salvò e fu trattenuta in ospedale, sino a quando fu scelta dall'Ente Pubblico per il Benessere Sociale come prima rappresentante delle "marionette" di seconda generazione, meno inclini allo stress e dall'aspettativa di vita più lunga. La ragazza fu così affidata ad Alessandro Ricci, un giovane ragazzo che divenne suo "fratello". Se in passato Elizaveta era dolce e timida, la nuova Petruška è spietata e dura, anche se, grazie al fatto che il suo "condizionamento" è stato reso più leggero rispetto alle altre "marionette" di prima generazione, la ragazza mostra delle sensazioni e delle emozioni come qualsiasi ragazza della sua età. Petruška usa una pistola mitragliatrice Spectre M4 e una pistola Taurus PT92.
La prima missione di Petruška si svolge alla stazione di Roma Termini: lì Alessandro ordina alla ragazza di inseguire e bloccare un terrorista. Petruška riesce a catturare il ragazzo, che portava dentro il suo zaino alcune bottiglie Molotov di plastica. Petruska prende parte assieme ad Alessandro all'operazione per sventare l'attentato alla Centrale Nucleare di Torino da parte del Movimento delle Cinque Repubbliche, riuscendo a sopravvivere. In quell'occasione ha dei flash del proprio passato, e mentre è convalescente Alessandro si dichiara a lei, ammettendo di amarla sinceramente. I medici rivelano ad Alessandro che, nonostante gli innesti artificiali, la leucemia sta ancora uccidendo Petruska, la quale è destinata comunque a morire entro poco tempo. Alessandro allora chiede ed ottiene che alla ragazza venga rimossa la barriera mentale che blocca i suoi ricordi, permettendole di ricordare la sua vita precedente all'ingresso nell'agenzia; la ragazza balla quindi per l'ultima volta prima di spirare.

### "Fratelli"

#### Giuseppe Croce
Giuseppe (ジョゼ?, Joze), ex agente dei carabinieri di origini siciliane, fa parte della seconda sezione dell'Ente Pubblico per il Benessere Sociale. In originale il suo nome è Jose. Si occupa di Henrietta ed è il fratello di Gianni. Prima di entrare nell'ente, faceva parte del Tuscania, e ha prestato servizio durante la guerra nei Balcani. Figlio del procuratore Giovanni Croce, ha perso, a causa di un attentato organizzato dal Movimento delle Cinque Repubbliche, una sorella dell'età di Henrietta, e qualche volta ha delle allucinazioni durante le quali gli appare la bambina. Giuseppe ha un rapporto d'amicizia con Henrietta, e tratta la bambina con gentilezza e dolcezza, facendole regali e portandola in vacanza con sé. Ciò è dovuto anche al fatto che Henrietta abbia la stessa età e somigli alla sorella defunta di Giuseppe, che arriva a farle indossare un vestito appartenente alla bambina. Nel volume 14 del manga viene gravemente ferito da Henrietta durante una confusa sparatoria, e dopo averle chiesto di mantenere il proprio giuramento le punta contro la pistola; entrambi verranno ritrovati morti poco dopo, ma non è chiaro chi dei due sia effettivamente l'autore dell'omicidio-suicidio. È doppiato in giapponese da Hidenobu Kiuchi (prima serie) e Kōzō Mito (seconda serie) e in italiano da Francesco Bulckaen.

#### Gianni Croce
Gianni (ジャン?, Jan) è il comandante della seconda sezione dell'Ente Pubblico per il Benessere Sociale, si occupa di Rico ed è il fratello di Giuseppe. In originale il suo nome è Jean. È stato anche lui un membro del Tuscania. Ha un carattere opposto rispetto al fratello: se Giuseppe è gentile e disponibile, Gianni è freddo e brusco. Ciò si nota soprattutto nel suo rapporto con Rico. Gianni tratta infatti la bambina come un mero strumento, e la costringe a sostenere pesanti dosi di "condizionamento". Dopo la tragica morte della sorella, Gianni odia i terroristi ed è disposto a tutto per sconfiggerli. Il suo atteggiamento verso Rico sembra cambiare dopo la morte di Angelica. L'uomo mostra infatti per la prima volta affetto verso la bambina, abbracciandola. È doppiato in giapponese da Mitsuru Miyamoto (prima serie) e Takehito Koyasu (seconda serie) e in italiano da Francesco Prando.

#### Hilscher
Hilscher (ヒルシャー?, Hirushā) è un agente della seconda sezione dell'Ente Pubblico per il Benessere Sociale e il "fratello" di Doriella. Il suo vero nome è Victor Hartmann. Ex detective dell'Europol, aveva il compito di discutere con i capi delle polizie europee. La sua richiesta di aderire alla sezione antipedofilia fu rifiutata. Nonostante ciò, Hilscher aiutò una collega, Rachelle Belleut, durante una pericolosa operazione che portò alla scoperta di alcune bambine vittime di film snuff. Tra quelle bambine c'era Doriella, che venne salvata dall'uomo. Hilscher fu quindi trasferito in Italia ed entrò a far parte dell'Ente Pubblico per il Benessere Sociale. Il suo rapporto con Doriella è molto professionale, anche se alcune volte la bambina tenta di ribellarsi. È doppiato in giapponese da Masashi Ebara (prima serie) e Masaya Matsukaze (seconda serie) e in italiano da Vittorio Guerrieri.

#### Marco
Marco (マルコー?, Marukō) è un agente della seconda sezione dell'Ente Pubblico per il Benessere Sociale e il "fratello" di Angelica; prima di entrare nell'ente era un istruttore nei NOCS. Nella prima stagione dell'anime viene detto che ha conseguito la laurea in giurisprudenza all'Università di Bologna. Dopo essere stato sospeso dai NOCS a causa di un male all'occhio sinistro viene assunto dall'Ente, su raccomandazione del dottor Bianchi, e diviene il "fratello" di Angelica. Per distrarre la bambina durante le iniezioni, ha inventato per lei una fiaba, intitolata Il principe del regno della pasta. Fidanzato con Patrizia, Marco non svela alla ragazza i dettagli del suo lavoro, e in seguito viene lasciato. Con il passare del tempo, il rapporto con Angelica è diventato freddo e Marco, protestando per il ripetuto "condizionamento" subito dalla bambina, che le faceva dimenticare i suoi addestramenti, ha abbandonato Angelica, per tornare a occuparsi di lei solo dopo che ella gli ha salvato la vita, rimanendo gravemente ferita. Marco si reca con Giuseppe in provincia di Matera e recupera il vecchio cane di Angelica, portandolo da lei. Dopo aver visto il cane, Angelica muore tra le lacrime di Marco, che si scusa con lei. Dopo la morte della bambina, l'uomo promette a Giuseppe di occuparsi di un'altra "marionetta". È doppiato in giapponese da Norihiro Inoue (prima serie) e Kazuki Yao (seconda serie) e in italiano da Massimo Bitossi.

#### Labaro
Labaro (ラバロ?, Rabaro) è un ex membro dell'Arma dei Carabinieri, un agente della seconda sezione dell'Ente Pubblico per il Benessere Sociale e il "fratello" di Claes. In originale il suo nome è Raballo. Dopo aver forzatamente abbandonato i carabinieri a causa di un problema alla gamba, Labaro fu avvicinato da Gianni, che gli offrì la possibilità di entrare a far parte dell'Ente e di occuparsi di una "marionetta". Labaro accettò, per tornare in azione e per poter essere reintegrato nei carabinieri. Il suo rapporto con Claes era professionale durante le esercitazioni, amichevole fuori: infatti l'uomo insegnò alla bambina il piacere della pesca e della lettura. Prima di lasciare l'Ente per tornare nei carabinieri, Labaro regalò il vecchio paio d'occhiali a Claes e la chiave della sua stanza. Pochi giorni dopo la sua partenza, Gianni informò Claes che Labaro era deceduto a causa di un incidente, causato da un pirata della strada (a causa di un agguato, nell'anime). È doppiato in giapponese da Kenyū Horiuchi e in italiano da Vittorio Di Prima.

#### Alessandro
Alessandro Ricci (アレッサンドロ?, Aressandoro) è un agente della seconda sezione dell'Ente Pubblico per il Benessere Sociale e il "fratello" di Petruška. Durante la sua infanzia ha sviluppato una spiccata attenzione verso l'osservazione delle persone. Durante una sosta al Colosseo, fu avvicinato da una ragazza dai capelli rossi, di nome Rossana, che presto dimostrò di sapere molte cose sul suo passato e gli propose di entrare a far parte della prima sezione dell'Ente. Alessandro passò i test e fu addestrato dalla donna. I suoi compiti all'interno dell'Ente consistevano nel pedinare belle ragazze, figlie di politici o amanti di terroristi, avere rapporti sessuali con loro e ottenere informazioni importanti. All'improvviso però Rossana sparì, e Alessandro passò alla seconda sezione, quindi gli fu affidata la prima "marionetta" di seconda generazione, una ragazza russa che Alessandro chiamò Petruška. Dopo un primo momento in cui Alessandro tratta la ragazza come una bambola, a poco a poco i due si avvicinano sempre di più, e Petruška si innamora di lui. Alessandro ritrova anche Rossana, nascosta nelle campagne senesi insieme a sua figlia, e la protegge da un attacco del governo.

#### Lauro
Lauro (ラウーロ?, Raūro) è un agente della seconda sezione dell'Ente Pubblico per il Benessere Sociale e il "fratello" di Elsa de Sica. È stato ritrovato ucciso insieme alla bambina. Inizialmente si pensava a un agguato, ma la verità è presto venuta a galla: l'uomo è stato ucciso da Elsa, che era innamorata di lui, e quindi la bambina si è suicidata. È doppiato in italiano da Christian Iansante.

#### Bernardo
Bernardo (ベルナルド?, Berunardo) è un agente della seconda sezione dell'Ente Pubblico per il Benessere Sociale e il "fratello" di Beatrice. Appare nei capitoli 20 e 21 del manga e negli episodi 9 e 11 dell'anime. È doppiato in giapponese da Yuto Nakano.

### Altri membri dell'Ente Pubblico per il Benessere Sociale

#### Lorenzo
Lorenzo (ロレンツォ?, Rorentso) è colui che si occupa della progettazione delle "marionette" e del coordinamento delle loro missioni. Quando ha qualche dubbio si consulta con Gianni. È doppiato in giapponese da Hiroshi Yanaka e in italiano da Maurizio Scattorin.

#### Alfonso
Alfonso è un agente della seconda sezione dell'Ente Pubblico per il Benessere Sociale. È doppiato in giapponese da Masami Iwasaki e in italiano da Roberto Certomà.

#### Dottor Bianchi
Dottor Bianchi (ビアンキ?, Bianki) è il dottore che si occupa delle "marionette", sostituendo gli arti meccanici colpiti durante le missioni, attuando il "condizionamento" e seguendo il loro sviluppo fisico. È doppiato in giapponese da Takumi Yamazaki e in italiano da Fabrizio Temperini.

#### Louis Duvalier
Louis Duvalier è il tecnico che si occupa della costruzione dei corpi artificiali. Per "creare" Petruška si è basato su una sua vecchia fidanzata. È doppiato in giapponese da Makoto Tomita e in italiano da Roberto Draghetti.

#### Ferro
Ferro (フェッロ?) è un agente femminile della seconda sezione dell'Ente Pubblico per il Benessere Sociale. È doppiata in giapponese da Rie Nakagawa e in italiano da Perla Liberatori.

#### Olga
Olga (オリガ?, Origa) è un agente femminile della seconda sezione dell'Ente Pubblico per il Benessere Sociale. Osservando le "marionette" sogna di farle diventare delle ballerine. È doppiata in italiano da Alessandra Cassioli.

#### Amadeo
Amadeo (アマデオ?) è un agente della seconda sezione dell'Ente Pubblico per il Benessere Sociale. Si fa chiamare l'Angelo dell'Amore, e gli piace fare il romantico sia con le colleghe che con le marionette. Poiché un altro agente lo ha definito un marine, è probabile che prima di entrare nell'ente facesse parte del San Marco. È doppiato in giapponese da Takeshi Maeda (prima serie) e Yoshimasa Hosoya (seconda serie) e in italiano da Gabriele Trentalance. 

#### Priscilla
Priscilla (プリシッラ?, Purishirra) è un agente femminile della seconda sezione dell'Ente Pubblico per il Benessere Sociale. Dimostra attaccamento e gentilezza nei confronti delle "marionette" ed è molto attaccata a Henrietta e ad Angelica. È doppiata in giapponese da Masami Suzuki (prima serie) e Mayuko Takahashi (seconda serie) e in italiano da Federica De Bortoli.

#### Belgonchi
Belgonchi (ベルゴンツィ?, Berugontsi) è un tecnico che si occupa degli organi artificiali e dell'apparato circolatorio delle "marionette". È doppiato in giapponese da Masakazu Suzuki.

#### Dottor Gilliani
Dottor Gilliani è un dottore che si occupa di sviluppare le braccia e le gambe artificiali da applicare alle "marionette".

#### Pietro Fermi
Pietro Fermi (ピエトロ・フェルミ?, Pietoro Ferumi) è un agente della prima sezione dell'Ente Pubblico per il Benessere Sociale. Si occupa della morte di Elsa de Sica e del "fratello" Lauro, interrogando le "marionette" di prima generazione e scoprendo che si è trattato di un omicidio-suicidio. È doppiato in giapponese da Shūichi Ikeda e in italiano da Gaetano Varcasia.

#### Eleonora Gabrielli
Eleonora Gabrielli (エレノラ・ガブリエリ?, Erenora Gaburieri) è un agente femminile della prima sezione dell'Ente Pubblico per il Benessere Sociale. Si occupa con Pietro Fermi del caso Elsa-Lauro. È doppiato in giapponese da Shūichi Ikeda e in italiano da Barbara De Bortoli.

#### Draghi
Draghi (ドラーギ?, Dorāgi) è il capo della prima sezione dell'Ente Pubblico per il Benessere Sociale. Geloso del successo della seconda sezione, dopo il caso Elsa de Sica-Lauro mette in dubbio i loro metodi. È doppiato in giapponese da Tetsuo Kamura e in italiano da Mauro Bosco.

#### Rossana
Rossana (ロッサーナ?, Rossāna) è un ex agente femminile della prima sezione dell'Ente Pubblico per il Benessere Sociale, ritiratasi a vita privata dopo aver avuto una figlia. È stata l'istruttrice di Alessandro, e una delle migliori agenti della prima sezione, in grado di impersonare qualsiasi personalità e parlando diverse lingue. Ad un tratto è sparita dalla prima sezione ed è stata dichiarata una traditrice. Alessandro la trova nelle campagne senesi, dove vive in compagnia della figlia, avuta durante una relazione mentre era impegnata in una missione.

#### Rachelle Belleut
Rachelle Belleut (ラシェル・ベロー?, Rasheru Berō) è un ex membro femminile della polizia di Parigi e dell'Europol, dove si occupava di lotta alla pedofilia, effettuando autopsie sui bambini vittime di violenze. Ha aiutato Hilscher a salvare Doriella, vittima di un film snuff. Fatta irruzione nel covo, è stata ferita, ma prima di morire ha praticato una Basic Life Support alla bambina, salvandole la vita.

## Terroristi del Movimento delle Cinque Repubbliche
Il Movimento delle Cinque Repubbliche è un'organizzazione terroristica di destra, che usa la forza, mettendo bombe e uccidendo civili, per rivendicare il diritto del Nord alla secessione.

### Cristiano
Cristiano (クリスティアーノ?, Kurisutiāno) è il leader del Movimento delle Cinque Repubbliche. Prima di divenire un terrorista, era amico di un agente della CIA e salvò la vita a un bambino, prigioniero in una cantina di una casa. Cristiano si occupò del bambino e lo addestrò a diventare un terrorista, chiamandolo Pinocchio. Cristiano è il responsabile di molti attentati del Movimento delle Cinque Repubbliche, come il tentato omicidio di Filippo Adani e l'attentato contro il cantiere del ponte sullo Stretto di Messina. Successivamente, Cristiano fu accusato di molti fallimenti e una parte del movimento segnalò all'Ente Pubblico per il Benessere Sociale il suo nascondiglio. Pinocchio andò ad aiutarlo, ma Cristiano fu bloccato brevemente da Rico e tratto in salvo da Franco e Franca. La loro auto cadde però in un fiume a causa dei colpi sparati da Angelica, e la loro sorte rimane incerta. È doppiato in giapponese da Naoki Tatsuta (prima serie) e Yōji Ueda (seconda serie) e in italiano da Antonio Paiola.

### Pinocchio
Pinocchio (ピノッキオ?, Pinokkio) è un terrorista del Movimento delle Cinque Repubbliche. Fu salvato da Cristiano, che lo trovò in catene in una cantina di una casa. Cristiano lo prese con sé e lo addestrò a diventare un assassino, dandogli il nome di Pinocchio. Il bambino compì il suo primo omicidio all'età di 10 anni, quindi uccise molti politici, giudici e finanzieri. Durante una sosta a Montalcino si scontra con Doriella, riuscendo a toglierle la sua pistola e a fuggire. Successivamente Pinocchio si nasconde insieme a Franco e a Franca e viene a sapere del tradimento di alcuni esponenti del movimento ai danni di Cristiano. Giunto alla sua villa per proteggerlo, Pinocchio si scontra nuovamente con Doriella, riuscendo a ferirla all'occhio, alle gambe e alle braccia, ma avendo stavolta la peggio, venendo colpito alla gola da una chiave. È doppiato in giapponese da Daisuke Kishio.

### Franco
Franco (フランコ?, Furanko) è un esperto di esplosivi, che lavora in coppia con Franca. Ha ottenuto le conoscenze necessarie per fabbricare esplosivi e bombe dallo zio. Dopo la sua morte, Franco incontrò una ragazza, Caterina, che in seguito cambierà il suo nome in Franca, e le insegnò a fabbricare bombe ed esplosivi. Insieme a Franca, l'uomo liberò Cristiano e insieme fuggirono su un'auto, che però sbandò e cadde in un fiume. La sorte di Franco è incerta. È doppiato in giapponese da Shintarou Sonooka (prima serie) e Hiroki Yasumoto (seconda serie) e in italiano da Simone D'Andrea.

### Franca
Franca (フランカ?, Furanka) è un'esperta di esplosivi, che lavora in coppia con Franco. Il suo vero nome è Caterina. Abbandonò l'università, facendo causa allo Stato che aveva messo agli arresti il padre, con l'accusa probabilmente falsa di essere colluso con i poteri occulti. Caterina incontrò quindi Franco, e venne istruita all'uso di bombe ed esplosivi. Entrò quindi in clandestinità e scelse il nome in codice Franca. I due parteciparono all'attentato contro il cantiere del ponte di Messina, quindi si nascosero insieme a Pinocchio a Frascati. Quando l'Ente Pubblico per il Benessere Sociale fece irruzione nella villa di Cristiano, Franco e Franca lo liberarono, dopo che l'uomo era stato tratto in arresto da Rico, quindi fuggirono insieme su un'auto, che però sbandò a causa dei colpi sparati da Angelica e cadde in un fiume. Franca rimase gravemente ferita e la sua sorte è incerta. È doppiato in giapponese da Chisa Yokoyama (prima serie) e Eriko Hirata (seconda serie) e in italiano da Donatella Fanfani.

## Altri personaggi

### Patrizia
Patrizia è una scrittrice e l'ex fidanzata di Marco. Dopo il forzato ritiro dalla polizia militare, Marco comunica alla ragazza il suo nuovo lavoro all'Ente, ma omette alcuni particolari. Anche per questo, Patrizia decide di lasciare Marco. Successivamente, la ragazza viene avvicinata da un uomo che afferma di essere un giornalista, ma in realtà è un terrorista che minaccia la donna e viene ucciso da Angelica, accorsa con Marco in difesa della donna. È doppiata in italiano da Laura Romano.

### Filippo Adani
Filippo Adani è il commercialista di un uomo d'affari colluso con i terroristi. È in possesso di un libro contabile che rappresenta la prova dei finanziamenti illeciti al Movimento delle Cinque Repubbliche. Viene avvicinato da Gianni e Rico, che si fingono turisti, a Firenze. I due lo proteggono, ma Filippo viene ferito. In macchina, Rico lo convince a realizzare il suo sogno: diventare un pittore. È doppiato in italiano da Riccardo Niseem Onorato.

### Mario Bossi
Mario Bossi è un ex camorrista che torna a Napoli per rivedere la figlia. Doriella e Hilscher hanno il compito di catturarlo e di proteggerlo, per farlo in seguito pentire. I due trovano l'uomo, che però riesce a fuggire. Doriella lo ritrova e ascolta la sua storia: l'uomo è tornato a Napoli solo per rivedere la figlia. Doriella lascia andare l'uomo e per Natale riceve come regalo un orsacchiotto di peluche. In seguito, Mario Bossi decide di pentirsi. È doppiato in italiano da Gerolamo Alchieri.

### Mimì Machiavelli
Mimì Machiavelli è la figlia dell'ex camorrista Mario Bossi. Il suo vero nome è Maria Machiavelli. Dal carattere spigliato e allegro, soffre a rimanere chiusa in casa insieme a Doriella e a Hilscher, che hanno ricevuto il compito di proteggerla, dopo il pentimento del padre. Mimì fa amicizia con Doriella e le mostra la sua collezione di orsetti di peluche, ai quali ha dato il nome di alcuni giocatori di calcio famosi. Approfittando di un momento di distrazione di Doriella e Hilscher, Mimì riesce a uscire di casa per andare a trovare il fidanzato, ma viene bloccata da alcuni camorristi. Rico e Henrietta accorrono in suo aiuto e arrestano gli uomini.